# Дебні Коулмен
Дебні Коулмен (англ. Dabney Coleman; 3 січня 1932 — 16 травня 2024) — американський актор.

## Життєпис
Дебні Коулмен народився 3 січня 1932 року в Остіні, штат Техас. Батько Мелвін Рендольф Коулмен, мати Мері Джонс. Вступив до Військового інституту Вірджинії в 1949 році, потім вивчав право в Університеті Техасу.

## Кар'єра
З 1961 року почав зніматися у телесеріалах. Відомий за ролями у таких фільмах, як «Пекло в піднебессі» (1974), «З дев'ятої до п'ятої» (1980), «Тутсі» (1982), «Військові ігри» (1983), «Плащ і кинджал» (1984), «Мережі зла» (1987).

## Особисте життя
Був одружений з Енн Кортні Гаррелл з 21 грудня 1957 по 1959 рік. Вдруге на Джин Гейл з 11 грудня 1961 по 4 грудня 1984 рік, народилося четверо дітей: Мері, Келлі, Рендольф і Квінсі.

## Фільмографія
| Рік       |    | Українська назва                               | Оригінальна назва                               | Роль                                     |
| --------- | -- | ---------------------------------------------- | ----------------------------------------------- | ---------------------------------------- |
| 1961      | с  | Оголене місто                                  | Naked City                                      | резидент                                 |
| 1962      | с  | Театр Армстронга                               | Armstrong Circle Theatre                        | Джункі / Джон Мітчелл                    |
| 1963      | с  | Прем'єра Алкоа                                 | Alcoa Premiere                                  | Лі Меттісон                              |
| 1963      | с  | Бен Кейсі                                      | Ben Casey                                       | доктор Боббі Бейнбрідж                   |
| 1963      | с  | Арешт і судовий розгляд                        | Arrest and Trial                                | Вейн Голтон                              |
| 1963—1964 | с  | Година Альфреда Гічкока                        | The Alfred Hitchcock Hour                       | сержант Лу Снайдер / Том Естероу         |
| 1964      | с  | Театр творців саспенсу                         | Kraft Suspense Theatre                          | Олвін Пайпер / Вільям Гюнтер             |
| 1964      | с  | Доктор Кілдер                                  | Dr. Kildare                                     | доктор Девід Кірксон                     |
| 1964      | с  | За межею можливого                             | The Outer Limits                                | різні ролі                               |
| 1964—1965 | с  | Боб Гоуп презентує                             | Bob Hope Presents the Chrysler Theatre          | сержант Гаррі Кінг / Стенлі Рівкін       |
| 1964—1966 | с  | Вертикальний зліт                              | 12 O'Clock High                                 | капітан Роббінсон / капітан Вілсон       |
| 1964—1966 | с  | Утікач                                         | The Fugitive                                    | різні ролі                               |
| 1965—1974 | с  | ФБР                                            | The F.B.I.                                      | різні ролі                               |
| 1967      | с  | Бігти від твого життя                          | Run for Your Life                               | Фред Палмер                              |
| 1966—1967 | с  | Ця дівчина                                     | That Girl                                       | доктор Леон Бессемер                     |
| 1967      | с  | Загарбники                                     | The Invaders                                    | Джон Картер / капітан Мітчелл Росс       |
| 1968      | ф  | Мисливці за скальпами                          | The Scalphunters                                | Джед                                     |
| 1968      | с  | Захисник Джадд                                 | Judd for the Defense                            | Волтер Сімс                              |
| 1968      | с  | Дні в долині смерті                            | Death Valley Days                               | Келвін Гігбі                             |
| 1968      | с  | Загін «Стиляги»                                | The Mod Squad                                   | Джон                                     |
| 1969      | с  | Потім прийшов Бронсон                          | Then Came Bronson                               | доктор Рон Карлайсл                      |
| 1968—1969 | с  | Бонанца                                        | Bonanza                                         | Клайд / Івар Пітерсон                    |
| 1970—1973 | с  | Кімната 222                                    | Room 222                                        | Вебстер / Келвін Шуллер                  |
| 1970      | с  | Ден Огест                                      | Dan August                                      | Рік Бессетт                              |
| 1970      | с  | Няня і професор                                | Nanny and the Professor                         | детектив Робінсон                        |
| 1972      | с  | Беньйон                                        | Banyon                                          | Ральф Губбард                            |
| 1972—1975 | с  | Меннікс                                        | Mannix                                          | Говард Грем / Ральф Стонер               |
| 1973      | с  | Залізна сторона                                | Ironside                                        | Деніел Лірі                              |
| 1973      | с  | Широкий світ таємниць                          | The Wide World of Mystery                       |                                          |
| 1973—1991 | с  | Коломбо                                        | Columbo                                         | Крейтон / детектив Мюррей                |
| 1973—1979 | с  | Барнабі Джонс                                  | Barnaby Jones                                   | різні ролі                               |
| 1973—1976 | с  | Кеннон                                         | Cannon                                          | Джек Шеффілд / лейтенант Даггетт         |
| 1974      | с  | Коджак                                         | Kojak                                           | Алекс Лінден                             |
| 1974—1976 | с  | Вулиці Сан Франциско                           | The Streets of San Francisco                    | Ендрю Горват / Джордж Тодд               |
| 1974—1975 | с  | Макміллан і дружина                            | McMillan & Wife                                 | Волтер Дженнінгс / Гансен                |
| 1974      | ф  | Богард                                         | Bogard                                          | Гейнекен                                 |
| 1974      | ф  | Чорний кулак                                   | Black Fist                                      | Хайнекен                                 |
| 1974      | ф  | Пекло в піднебессі                             | The Towering Inferno                            | пожежний                                 |
| 1975      | ф  | Інший бік гори                                 | The Other Side of the Mountain                  | Дейв Маккой                              |
| 1975      | с  | Медичний центр                                 | Medical Center                                  | Брайс                                    |
| 1975      | с  | Карибе                                         | Caribe                                          | Дональд Коглан                           |
| 1976      | с  | Петрочеллі                                     | Petrocelli                                      | Віллі Морган                             |
| 1976      | с  | Берт Д'Анджело / Суперзірка                    | Bert D'Angelo/Superstar                         |                                          |
| 1976      | с  | Поліцейська історія                            | Police Story                                    | капітан Стромволл / лейтенант Крузе      |
| 1976—1977 | с  | Мері Гартман, Мері Гартман                     | Mary Hartman, Mary Hartman                      | Мерл Джитер                              |
| 1977      | с  | Медексперт Квінсі                              | Quincy M.E.                                     | офіцер Пітер О'Ніл / доктор Берт Треверс |
| 1978      | ф  | Розкажи спартанцям                             | Go Tell the Spartans                            | пілот                                    |
| 1978      | с  | Човен кохання                                  | The Love Boat                                   | Ван Мілнер                               |
| 1979      | с  | Різні ходи                                     | Diff'rent Strokes                               | Фред Таннер                              |
| 1980      | ф  | Нічого особистого                              | Nothing Personal                                | Дікерсон                                 |
| 1981      | ф  | На золотому озері                              | On Golden Pond                                  | Білл Рей                                 |
| 1981      | ф  | Сучасні проблеми                               | Modern Problems                                 | Марк Вінстоу                             |
| 1982      | ф  | Молодість, лікарня, любов                      | Young Doctors in Love                           | доктор Джозеф Пранг                      |
| 1982      | ф  | Тутсі                                          | Tootsie                                         | Рон                                      |
| 1983      | ф  | Військові ігри                                 | WarGames                                        | Маккіттрік                               |
| 1984      | ф  | Маппети на Мангеттені                          | The Muppets Take Manhattan                      | Мартін Прайс / Мюррей Плотскі            |
| 1984      | ф  | Плащ і кинджал                                 | Cloak & Dagger                                  | Джек Флек / Гел Осборн                   |
| 1985      | ф  | Чоловік у червоному черевику                   | The Man with One Red Shoe                       | Бертон Купер                             |
| 1986      | тф | Морроу                                         | Murrow                                          | Вільям Палі                              |
| 1986      | тф | Фресно                                         | Fresno                                          | Тайлер Кейн                              |
| 1987      | ф  | Мережі зла                                     | Dragnet                                         | Джеррі Цезар                             |
| 1988      | с  | Доллі                                          | Dolly                                           | Артур Ендрюс                             |
| 1991—1992 | с  | Клас Дрексела                                  | Drexell's Class                                 | Отіс Дрекселл                            |
| 1992      | ф  | Ось такі сусіди                                | There Goes the Neighborhood                     | Джеффрі Бебітт                           |
| 1992      | тф | Лінкольн                                       | Lincoln                                         | Стівен Дуглас                            |
| 1993      | ф  | Емос і Ендрю                                   | Amos & Andrew                                   | начальник поліції Сесіл Толлівер         |
| 1995      | тф | При виконанні службових обов'язків: Викрадення | Kidnapped: In the Line of Duty                  | Артур Майло                              |
| 1997      | мс | Чарівний шкільний автобус                      | The Magic School Bus                            | Горацій                                  |
| 1997      | мс | Джуманджі                                      | Jumanji                                         | Ештон Філіпс                             |
| 1997—1999 | мс | Перерва                                        | Recess                                          | директор Пітер Пріклі                    |
| 2000      | мс | Казкові історії для всіх дітей                 | Happily Ever After: Fairy Tales for Every Child | лис                                      |
| 2001      | мф | Канікули: Геть зі школи                        | Recess: School's Out                            | директор Пітер Пріклі                    |
| 2001—2004 | с  | Захисник                                       | The Guardian                                    | Бартон Феллін                            |
| 2002      | мс | Проект Зета                                    | The Zeta Project                                | доктор Дойл                              |
| 2002      | ф  | Миля місячного світла                          | Moonlight Mile                                  | Майкі Малкей                             |
| 2003      | с  | Свобода: Історія про нас                       | Freedom: A History of Us                        | Стівен Дуглас                            |
| 2005      | ф  | Доміно                                         | Domino                                          | Дрейк Бішоп                              |
| 2006      | мс | Ліло і Стіч                                    | Lilo & Stitch: The Series                       | директор Пітер Пріклі                    |
| 2009      | с  | Закон і порядок: Спеціальний корпус            | Law & Order: Special Victims Unit               | Френк Гаджер                             |
| 2010—2011 | мс | Цуценята з притулку № 17                       | Pound Puppies                                   | мер                                      |
| 2010—2011 | с  | Підпільна імперія                              | Boardwalk Empire                                | командор Льюїс Кестнер                   |